# رياض نور الدين
رياض نور الدين (بالإنجليزية: Riyaad Norodien)‏ (26 مارس 1995 بكيب تاون في جنوب أفريقيا - ) هو لاعب كرة قدم جنوب أفريقي في مركز الوسط. لعب مع أياكس كيب تاون.

## وصلات خارجية
- رياض نور الدين على موقع إي إس بي إن إف سي (الإنجليزية)
- رياض نور الدين على موقع قاعدة بيانات كرة القدم.إي يو (الإنجليزية)
- رياض نور الدين على موقع Soccerway.com (الإنجليزية)